# Зоофилия
Зоофилията (от гръцки: ζωο – „животно“ и φιλία – „дружба“ или „любов“) е сексуално влечение към животни. Зоофилия имаме при осъществяването на полов контакт между животни и хора. Нарича се още содомия, зооерастия или бестиофилия. Човек, който се привлича сексуално от животни, се нарича зоофил. В зоофилията най-често срещани участници са коне, кучета, кокошки, магарета, овце, кози и др. Интересно е, че в миналото според статистиката за сексуални престъпления през 12 век в Швеция е имало повече регистрирани случаи на зоофилия отколкото на педофилия или хомосексуализъм.
Терминът е въведен в края на 19 век от Рихард фон Крафт-Ебинг.